# Ervin Johnson
Ervin Johnson (* 21. Dezember 1967 in New Orleans) ist ein ehemaliger US-amerikanischer Basketballspieler.

## Werdegang
Johnson besuchte die Block High School im Ort Jonesville (US-Bundesstaat Louisiana). Er verließ die Schule nach der zehnten Klasse und arbeitete in den folgenden rund zweieinhalb Jahren in einem Supermarkt in Baton Rouge. Nach einem Wachstumsschub maß er 2,11 Meter. Da er gehört hatte, dass es der Hochschulmannschaft der University of New Orleans an großgewachsenen Spielern mangelte, sprach er im November 1988 bei New Orleans’ Trainer Tim Floyd vor. Obwohl Johnson jahrelang kein Basketball gespielt hatte, stattete ihn Floyd mit einem Stipendium aus und nahm ihn in seine Mannschaft auf. Johnson spielte von 1989 bis 1993 für New Orleans. Mit Gesamtwerten von 1287 Rebounds und 294 geblockten Würfen setzte er sich in der „ewigen Bestenliste“ der Hochschulmannschaft jeweils auf den ersten und mit 1608 Punkten auf den zweiten Rang. In der Saison 1992/93 wurde er als bester Spieler der Sun Belt Conference ausgezeichnet.
Mit der Studentenauswahl der Vereinigten Staaten gewann Johnson 1991 im englischen Sheffield die Goldmedaille bei der Universiade.
Johnson wurde der erste an der University of New Orleans ausgebildete Spieler, der beim NBA-Draftverfahren in der ersten Auswahlrunde aufgerufen wurde, als ihn die Seattle SuperSonics 1993 in ihr Aufgebot holten. Er spielte drei Jahre in Seattle. Im Laufe der Saison 1995/96, in der er mit Seattle die NBA-Endspielserie erreichte, wurde Johnson bei 99 Einsätzen in 78 Spielen in die Anfangsaufstellung befördert, erhielt aber im Durchschnitt weniger als 20 Minuten Einsatzzeit je Begegnung. Nach seinem Wechsel zu den Denver Nuggets war Johnson dort in der Saison anders als zuvor in Seattle durchgehend eine feste Größe, erreichte mit einer mittleren Einsatzzeit von fast 32 Minuten je Begegnung und durchschnittlich 11,1 Rebounds Höchstwerte seiner NBA-Jahre.
1997 kam Johnson zu den Milwaukee Bucks, war bei der Mannschaft zunächst ebenfalls Stammkraft, als er in der Spielrunde 1997/98 bei seinen sämtlichen 81 Einsätzen der Anfangsaufstellung angehörte und mit 8,1 Punkten je Begegnung auf die beste Ausbeute im Angriff kam, die er in der NBA erreichte. Vor allem in der Saison 1998/99 sowie ab 2000 stand Johnson für Milwaukee nur noch selten von Spielbeginn an auf dem Feld. Im Juni 2003 gab ihn die Mannschaft im Rahmen eines insgesamt vier Spieler umfassenden Tauschhandels an die Minnesota Timberwolves ab. In Minnesota sowie in Folge seiner Rückkehr nach Milwaukee nahm Johnsons Einsatzzeit in der NBA bis zum Ende seiner Laufbahn im Jahr 2006 weiter ab. Zwischen 1993 und 2006 bestritt der 2,11 Meter Innenspieler insgesamt 922 Einsätze in der NBA.
Im Anschluss an seine Spielerzeit wurde er Botschafter der Denver Nuggets und gründete in Denver einen Basketballverein für Mädchen. In diesem Verein wurde auch seine Tochter Ezekia gefördert, die ab 2016 Basketball an der Biola University spielte. 2013 wurde er in die Sport-Ruhmeshalle der Bundesstaates Louisiana und 2018 des Großraums New Orleans aufgenommen.